# Ski Mask the Slump God
Stokeley Clevon Goulbourne (Fort Lauderdale, Florida, 18 de abril de 1996), conocido por su nombre artístico Ski Mask the Slump God, es un rapero estadounidense. Es conocido por sus canciones «Catch Me Outside», «BabyWipe» lanzadas en el 2017. En mayo del 2018, su mixtape «Beware the Book of Eli» debutó en el puesto nª 50 de la lista Billboard 200.

## Primeros años
Goulbourne creció escuchando a Busta Rhymes, Wu Tang Clan, Lil Wayne y Nirvana. Ha dicho a menudo que sus padres tocaban música jamaicana en su casa. El padre de Goulbourne rapeaba bajo el nombre de "Sin City" y a menudo obligaba a su hijo a escribir su propia música de rap. Goulbourne fue enviado a un centro de detención juvenil por posesión de Cannabis, estando ahí se reunió con XXXTentacion, siendo este el que ayudó a Goulbourne a sacar su primera canción de rap. Se hicieron amigos rápidamente y ambos colaborarían en múltiples canciones después de que fueran liberados del centro de detención.

## Discografía
Mixtapes
- "Sin City" ·  2021
- "Beware the Book of Eli" · 2018
- "You Will Regret (Reloaded) · 2018
- "YouWillRegret" · 2017
- "Drown-In-Designer" · 2016
- "Slaps For My Drop Top Mini Van" · 2016

Mixtapes colaborativos
- "Members Only Vol. 1" (con XXXTentacion) · 2014
- "Members Only Vol. 2" (con Members Only) · 2015
- "Members Only, Vol. 3" (con Members Only) · 2017
- "Members Only, Vol. 4" (con Members Only) · 2019

Sencillos
- "Life Is Short" · 2016
- "Take A Step Back" (con XXXTentacion) · 2017
- "Achoo" (con Keith Ape) · 2017
- "Flo Rida" (con Higher Brothers) · 2017
- "Soda"  (con cordae) · 2020
- "NEW BUGATTI"   (con lil gnar) · 2021

Álbumes
- "Stokeley" · 2018
- "11th Dimension" · 2024